# Tef tef
tef tef（てふてふ）は日本の姉妹デュオである。1998年真心ブラザーズのライブに触発され結成。2001年エピックレコードジャパンよりメジャーデビュー。その後TRHEE DEWとして活動。

## メンバー
- さわこ（小林さわこ、1978年7月15日 - ）姉
- ゆうこ（小林ゆうこ、1981年9月10日 - ）妹

## ディスコグラフィー

### シングル
1. 君をひとりじめ（2001年3月23日）小林建樹プロデュース
  1. 君をひとりじめ
  2. 恋愛について
2. あなたって?!（2001年5月23日）小林建樹プロデュース
  1. あなたって?!
3. ひこうき（2001年8月1日）小林建樹プロデュース
  1. ひこうき
  2. 小夏
4. Love Bird（2002年5月22日）
  1. Love Bird
  2. Another Beautiful Day

### アルバム
1. テフランチ（1999年12月18日）ミニアルバム
  1. destination
  2. 小夏
  3. 電車道
  4. うみ
  5. やさしい人
2. little love planet（2002年6月5日）
  1. Another Beautiful Day
  2. Love Bird
  3. ひこうき
  4. となりのアンソニー
  5. あなたって?!
  6. love planet
  7. 恋の花
  8. コーヒー
  9. 君をひとりじめ
  10. Let's get the morning
  11. 大丈夫
  12. 本当の空の色